# ロスト・ホライズン
ロスト・ホライズン（LOST HORIZON）は、スウェーデンのパワーメタルバンドである。
エセリアル・マグナニマス（ダニエル・ハイメン）の類稀なるハイトーンボイスが売りであったが、意見の食い違いにより2004年に脱退した。

## メンバー

### 現在のメンバー
- トランセンデンタル・プロタゴニスト（Transcendental Protagonist、本名：ヴォイテック・リシキ (Wojtek Lisicki)） - ギター
- コズミック・アンタゴニスト（Cosmic Antagonist、本名：マルティン・フランゲン (Martin Furängen)） - ベース
- パースピカッシオス・プロテクター（Perspicacious Protector、本名：アティラ・プブリック (Attila Publik)） - キーボード
- プリターナチュラル・トランスモグリフィアー（Preternatural Transmogrifier、本名：クリスチャン・ニークヴィスト (Christian Nyqvist)） -  ドラム

### 元メンバー
- エセリアル・マグナニマス（Ethereal Magnanimus、本名：ダニエル・ハイメン (Daniel Heiman)） - ボーカル
脱退後フレデリック・オルソンと共にヒードを結成した。
- エクリブリアン・エピキュリオス（Equilibrian Epicurius、本名：フレドリック・オルソン (Fredrik Olsson)） - ギター
脱退後ダニエル・ハイメンと共にヒードを結成した。

## ディスコグラフィー

### アルバム
- 2001年　AWAKENING THE WORLD
- 2003年　A FLAME TO THE GROUND BENEATH